# FC Pro Vercelli
Der F.C. Pro Vercelli 1892 (offiziell: Football Club Pro Vercelli 1892, kurz Pro Vercelli) ist ein 1892 gegründeter italienischer Fußballverein aus der piemontesischen Stadt Vercelli.
Er gilt als einer der ältesten Fußballvereine Italiens und wurde zwischen 1908 und 1922 siebenmal italienischer Meister. Damit ist Pro Vercelli der einzige Verein, der nicht aus einem Regionshauptort stammt, der den Scudetto mehr als einmal gewonnen hat. Hellas Verona, AS Casale und US Novese gelang dies nur je einmal. Die Spitznamen von Pro Vercelli lauten Bianche Casacche (deutsch: Weißjacken) und Leoni.

## Geschichte

### Die Anfänge
1892 wurde die Società Ginnastica Pro Vercelli, als einer der ersten Sportvereine Italiens, von Professor Domenico Luppi gegründet. Anfangs gab es nur eine Gymnastik-Abteilung, jedoch folgte kurz darauf eine Fecht-Abteilung. 1896 wurde der Anwalt Luigi Boziono zum neuen Präsidenten von Pro Vercelli. Unter ihm kamen laufend neue Sportarten hinzu, in denen man sich im Verein betätigen konnte, darunter Radfahren und Leichtathletik.
Auf Initiative des Studenten Marcello Bertinetti entstand im Jahr 1900 eine Fußballsektion. Die ersten Trikots waren noch schwarz-weiß-gestreift; weil die schwarzen Streifen nach einigen Waschgängen verblasst waren, wählte man in der Folge uni-weiß als neue Vereinsfarbe. Die erste offizielle Partie bestritt die Fußballmannschaft von Pro Vercelli am 3. August 1903 gegen Forza e Costanza aus Novara mit folgender Aufstellung: Francesco Visconti, Giuseppe Servetto, Albertini, Celoria, Biginelli, Novaglio, Negri, Milano I, Bertinetti, Carlo Servetto und Annibale Visconti. Im zweiten Match ging es gegen SC Audace Torino.
In der Saison 1906 spielte Pro Vercelli erstmals in der Seconda Categoria, sozusagen einer zweiten Liga, an der hauptsächlich zweite Mannschaften und neue Vereine teilnahmen. Jedoch scheiterte man hierbei an der zweiten Mannschaft von Juventus Turin.

## Die erfolgreichsten Jahre
In der Saison 1908 wurde der Klub zuerst italienischer Meister des Campionato Federale der Seconda Categoria und gewann anschließend auch noch die Prima Categoria und damit die Italienische Fußballmeisterschaft. Dies war der Anfang einer Reihe von Erfolgen. 1909 konnte man den Meistertitel verteidigen.
In der Saison 1909/10 – der Meisterschaftsbetrieb war auf Herbst-Frühjahrs-Rhythmus umgestellt worden – waren die Weißjacken auf dem besten Wege den dritten Titel in Folge zu holen, jedoch kam alles ganz anders: Pro Vercelli wollte das Finale verschieben, da man am Finaltag noch eine andere Partie bestreiten musste. Der Finalgegner Inter Mailand akzeptierte dies jedoch nicht. Der Präsident von Pro Vercelli schickte daraufhin eine Jugendmannschaft in die Partie, wodurch Inter leichtes Spiel hatte und locker mit 10:3 seinen ersten Meistertitel überhaupt holte. Der Name des Vereins wurde anschließend in Unione Sportiva Pro Vercelli geändert.
Zwischen 1910/11 und 1912/13 wurde die US Pro Vercelli dann doch dreimal nacheinander Italienischer Meister. Die Erfolge führten auch dazu, dass damals ein Großteil der Spieler der Italienischen Nationalmannschaft bei Pro Vercelli spielte. Deshalb bestritt die Squadra Azzurra entgegen ihrem Namen ihre ersten beiden Partien in weißen Trikots, zu Ehren der Löwen aus Vercelli. Dies da die Spieler von Pro Vercelli nicht zu diesen beiden Partien zugelassen worden waren, als Strafe dafür, dass der Verein 1909/10 im Finale gegen Inter Mailand nur die Jugendmannschaft eingesetzt hatte. Am 1. Mai 1913 im Spiel zwischen Italien und Belgien standen neun Spieler von Pro Vercelli in der Elf von Italien.
Aufgrund der Erfolge in der Italienischen Meisterschaft wurde die Mannschaft 1914 als erster Klub zu einer Auslandstournee nach Brasilien eingeladen, bei der unter anderem Partien gegen Flamengo Rio de Janeiro und Botafogo FR auf dem Programm standen.

### Erste Baisse
In den Spielzeiten 1913/14 und 1914/15 vermochte die US Pro Vercelli nicht an die vorhergehenden Erfolge anzuknüpfen. Der Scudetto ging an die AS Casale und ein Jahr später nach längerer Abstinenz an den Rekordmeister CFC Genua. Infolge des Ersten Weltkriegs musste der Spielbetrieb anschließend vollkommen ausgesetzt werden. Lediglich 1915/16 konnte mit der Coppa Federale überhaupt ein Turnier durchgeführt werden, das der AC Mailand für sich entschied. Nach Kriegsende 1918 ging es für Pro Vercelli weiter wie zuvor, erneut vermochte die Mannschaft nicht restlos zu überzeugen und schied im Halbfinale aus.

### Letzte Erfolge
In den Spielzeiten 1920/21 und 1921/22 vermochte die US Pro Vercelli noch einmal an die früheren Erfolge anzuknüpfen und konnte zweimal den Scudetto gewinnen. 1922 kam es zu einem weiteren Highlight, als der FC Liverpool (damals eine der besten Mannschaften der Welt) auf seiner Europatournee auch gegen Pro Vercelli spielte. Vercelli besiegte die Engländer und Guido Ara, der damalige Mannschaftskapitän von Vercelli, ließ daraufhin folgendes verlauten: You haven’t defeated us today, and you’ll never ever succeed in! (deutsch: Ihr habt uns heute nicht bezwungen, und das wird euch auch nie gelingen!). Dies sollte sich in der Folge auch bewahrheiten, weil Pro Vercelli nie mehr an die damaligen Erfolge anzuknüpfen vermochte und es deshalb zu keinem weiteren Aufeinandertreffen zwischen Liverpool und Vercelli kam.

### Der Niedergang
Bis zum Ende der 1920er-Jahre wurde aus der Spitzenmannschaft ein Team, das sich im Mittelfeld der höchsten italienischen Liga positionierte. In der Saison 1929/30 schrieb der Verein noch einmal Geschichte, als Luigi Bajardi das erste Tor in der neu gegründeten Serie A erzielte. In der Saison 1934/35 folgte dann der Abstieg in die Serie B und sechs Spielzeiten später stieg man sogar in die Serie C ab. Nach dem Zweiten Weltkrieg begann man zuerst wieder in der Serie B, jedoch kam 1947/48 der erneute Abstieg in die Drittklassigkeit. In der Folge spielte Pro Vercelli zumeist in der Serie C oder sogar in der IV. Serie, die später in die damals noch viertklassige Serie D umbenannt wurde. Mitte der 1950er Jahre stieg die US Pro Vercelli wieder in die Serie C auf, jedoch stieg man bereits 1963 wieder ab. 1970/71 gelang erneut der Aufstieg, dies nach einem alles entscheidenden Münzwurf des Kapitäns Rossi im Olympiastadion Turin, nachdem Vercelli und AS Biellese nach der Meisterschaft punktgleich klassiert gewesen waren und auch die zwei Entscheidungsspiele mit zwei Unentschieden geendet hatten (4:4 und 2:2). 1977/78 stieg man in die inzwischen neu entstandene Serie C2 ab. In der folgenden Saison folgte der Absturz in die mittlerweile fünftklassige Serie D, ehe man Mitte der 1980er Jahre wieder in die Serie C2 zurückkehren konnte. Nachdem man wieder in die Serie D abgestiegen war, gelang erst 1993/94 der Wiederaufstieg in die Serie C2, als Pro Vercelli italienischer Amateurmeister (Scudetto Dilettanti) wurde.

### Pleite und Renaissance: Rückkehr in die Serie B
Anschließend gehörte Pro Vercelli 17 Jahre der 4. Liga an. 1995 und 2001 scheiterte man in den Play-off-Spielen um den Aufstieg in die drittklassige Serie C1 (vormals Serie C) an der AC Lumezzane bzw. der AC Mestre. Zwischen 2003 und 2005 entging der Klub allerdings nur knapp dem Abstieg in die Fünftklassigkeit. Zweimal setzte er sich in den Play-out-Partien erfolgreich zur Wehr, einmal profitierte er vom Zwangsabstieg anderer Vereine.
Nach dem zwölften Platz in der inzwischen in Lega Pro Seconda Divisione umgetauften vierthöchsten Spielklasse, wurde US Pro Vercelli am 16. Juli 2010 ausgeschlossen. Um die Liquidation des Traditionsvereins zu verhindern, beschloss die Stadt den Zusammenschluss mit der AS Pro Belvedere Vercelli, das selbst gerade sportlich in die fünftklassige Serie D abgestiegen war, aber aufgrund von frei gewordenen Plätzen in der 4. Liga bleiben konnte. Der Fusionsklub durfte somit unter dem neuen Namen FC Pro Vercelli 1892 in der Lega Pro Seconda Divisione verbleiben.
In der Spielzeit 2010/11 qualifizierte sich der Verein durch den dritten Platz auf Anhieb für die Aufstiegsspiele in die drittklassige Lega Pro Prima Divisione, die frühere Serie C1. Hier verlor man allerdings gegen Aurora Pro Patria mit 2:5 und 2:0. Durch zahlreiche Zwangsabstiege anderer Vereine gelang Pro Vercelli dann nach 34 Jahren doch noch die langersehnte Rückkehr in die dritthöchste italienische Spielklasse. Nur ein Jahr später gelang in der Saison 2011/12 sogar der Aufstieg in die Serie B. Nach 64 Jahren spielte der FC Pro Vercelli damit 2012/13 zum ersten Mal wieder zweitklassig. Mit Platz 21 folgte aber der direkte Wiederabstieg.
In der folgenden Saison 2013/14 gelang der direkte Wiederaufstieg in die Serie B. Nach der Hinrunde der Zweitligasaison 2014/15 stand der Verein überraschend gut auf einem Relegationsplatz um den Aufstieg in die 1. Liga (Serie A).
Aktueller Trainer ist Alberto Gilardino.

## Ehemalige Spieler
- Guido Ara
- Mario Ardissone
- Luigi Bajardi
- Felice Berardo
- Angelo Binaschi
- Francesco Borello
- Andrea Caracciolo
- Massimo Carrera
- Eusebio Castigliano
- Giuseppe Cavanna
- Carlo Corna
- Teobaldo Depetrini
- Pietro Ferraris
- Vincenzo Fresia
- Maurizio Ganz
- Giovanni Innocenti
- Gianluca Lapadula
- Pietro Leone
- Francesco Mattuteia
- Felice Milano
- Giuseppe Milano
- Marcos Ariel de Paula
- Giuseppe Parodi
- Federico Peluso
- Silvio Piola
- Giuseppe Pozzo
- Alessandro Rampini
- Carlo Rampini
- Virginio Rosetta
- Severino Rosso
- Modesto Valle
- Mario Zanello

## Ehemalige Trainer
- Dino D’Alessi
- Guido Ara
- Luigi Bajiardi
- Marcello Bertinetti
- Maurizio Braghin
- Sergio Caligaris
- Giancarlo Camolese
- Giuseppe Cavanna
- Teobaldo Depetrini
- Giacinto Ellena
- Carlo Facchini
- Ivo Fiorentini
- Angelo Franzosi
- Roberto Galia
- Gianluca Gaudenzi
- Kurt Hamrin
- Antonio Janni
- Pietro Leone
- Oscar Massei
- Bruno Mazzia
- Giuseppe Milano
- Antonio Montico
- Joszef Nagy
- Giuseppe Parodi
- Franco Pedroni
- Afro De Pietri
- Giovanni Sacco
- Luciano Sassi
- Felice Secondini
- Carlo Soldo
- Paolo Sollier
- Rudolf Soutschek
- Paolo Todeschini